# Mugur Mihăescu
Mugur Mihăescu (n. 2 iunie 1967, Goicea, județul Dolj) este un politician, actor și scenarist român. Și-a început cariera în 1988 odată cu grupul de umor Vacanța Mare. Împreună cu trupa a susținut spectacole în diverse locuri din România.
Din 1999, Vacanța Mare a început să facă emisiuni pentru Pro TV cu „Pastila Timpului”. Mihăescu a jucat în filmele Garcea și oltenii, unde a avut 2 roluri, și Trei frați de belea. În 2024, Mihăescu a fost ales deputat din partea partidului Alianța pentru Unirea Românilor (AUR).

## Afaceri
În anul 2010, Mugur Mihăescu a cumpărat drepturile de administrare ale magazinului Muzica din București, pentru suma de 1,7 milioane de euro.
În februarie 2010, Honorius Prigoană și Mugur Mihăescu au înființat firma Rosal Development, în domeniul construcțiilor civile și industriale în străinătate.
El deține mai multe baruri în centrul istoric al Bucureștiului. Mihăescu este căsătorit cu Rodica.

## Politică
În februarie 2011, Mugur Mihăescu a fost ales în funcția de președinte executiv al Partidului Verde; a demisionat în octombrie 2011.
La alegerile locale din 9 iunie 2024, a candidat pentru președinția Consiliului județean Olt, din partea partidului Alianța pentru Unirea Românilor

### Deputat (2024–prezent)

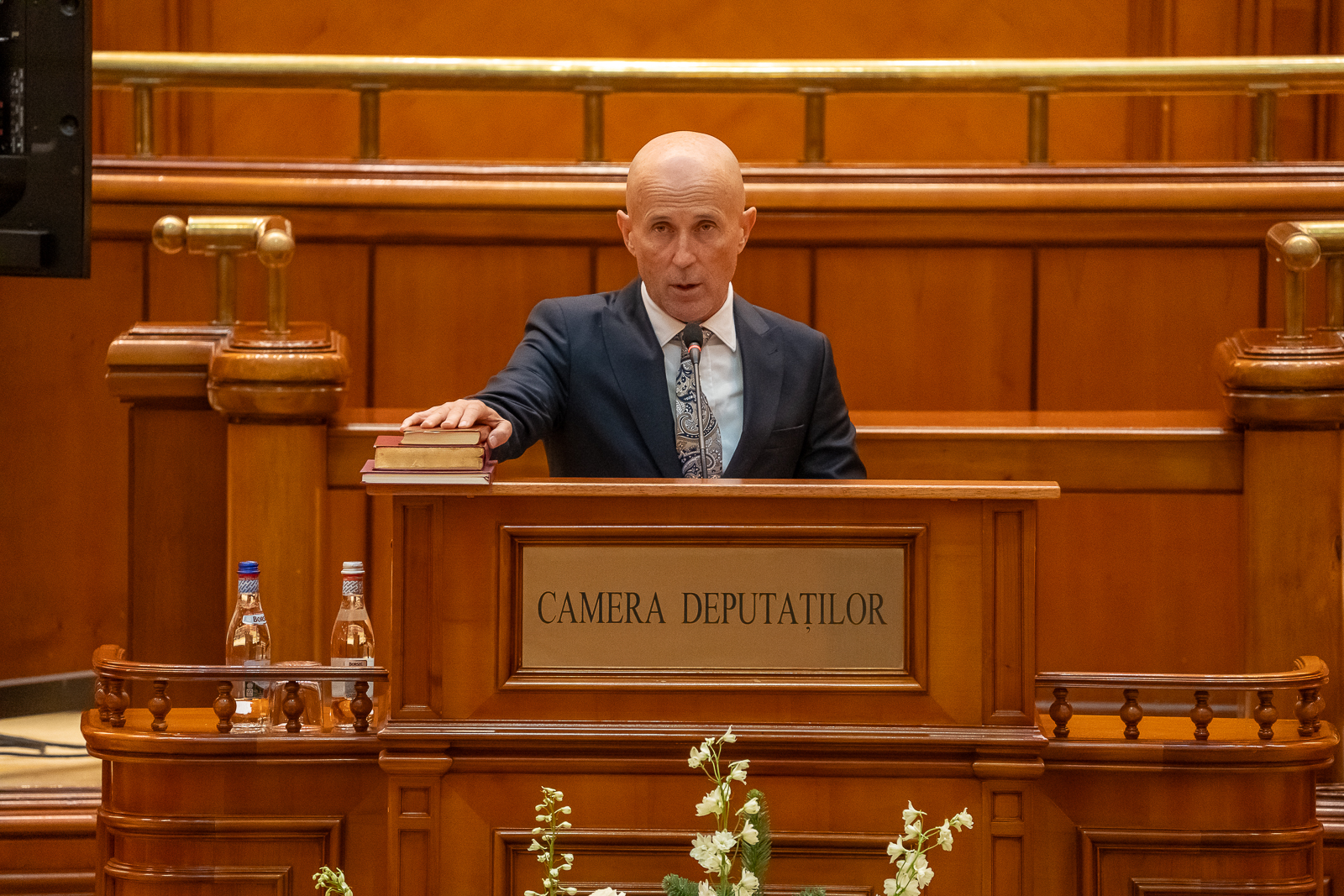
Mihăescu depunând jurământul, 21 decembrie 2024

La alegerile parlamentare din 2024, Mihăescu, a fost ales deputat în Camera Deputaților din partea Alianței pentru Unirea Românilor (AUR). Acesta face parte din Comisia pentru antreprenoriat și turism a parlamentului. La alegerea sa, Libertatea l-a descris pe Mihăescu drept una dintre cele mai „exotice personalități” ale noii legislaturi.
O analiză din iunie 2025, realizată de Europa Liberă, relevă că el s‑a aflat printre cei 17 parlamentari care dețin proprietăți în București sau județul Ilfov și care, în același timp, încasau chirii de la stat.

## Relații cu Securitatea
Pe 30 noiembrie 2013, datorită calității sale de candidat la primăria sectorului 5 al Capitalei, Mihăescu a fost cercetat de Consiliul Național pentru Studierea Arhivelor Securității (CNSAS), în vederea clarificării legăturilor sale cu securitatea politică din România comunistă. CNSAS a publicat lista cu persoanele verificate, iar numele lui Mihăescu apare pe această listă, cu mențiunea Contrainformațiile militare în perioada regimului comunist din România.
Documentul CNSAS atestă faptul că Mihăescu a fost recrutat în anul 1986 în timpul stagiului său militar, pentru funcția de supraveghetor informativ a militarilor ulterior acesta a deținut aceeași funcție în timpul studiilor universitare pentru supravegherea informațională a colegilor săi. CNSAS a dedus faptul că, deși Mihăescu a fost „informator” al securității, acestuia nu i se poate atribui calitatea de colaborator al Securității.
Conform mai multor surse și potrivit CNSAS, Mihăescu a fost informator la Securitate, cu numele de cod „Mihai”, din 1986 până la revoluția din 1989. Odată ce a fost recrutat de Securitate a început a-și turna colegii din familii de militari, prieteni și a scris note despre relațiile personale, valuta și rudele din străinătate ale acestora și toți cei cu care se împrietenea, iar apoi trimitea informațiile scoase de la aceștia către Securitate.

## Filmografie

### Actor
- Garcea și oltenii (2002) - Garcea / Leana
- Trei frați de belea (2006) - Bizo

### Scenarist
- Garcea și oltenii (2002) - în colaborare cu Radu Pietreanu
- Trei frați de belea (2006) - în colaborare cu Radu Pietreanu

- 17 - o poveste despre destin (8 episoade, 2008)
- O a doua șansă... (2008) TV
- O lume nebună (2008) TV
- ...sângele apă nu se face!... (2008) TV
- Totul se plătește (2008) TV
- Trădare în masă (2008) TV
- Leana și Costel (2006) TV
- Râdeți cu oameni ca noi (2002) (TV)